# Comuna Norberg
Norberg (Norbergs kommun) este o comună din comitatul Västmanlands län, Suedia, cu o populație de 5.608 locuitori (2013).

## Geografie

### Zone urbane
Lista celor mai mari zone urbane din comună (anul 2015) conform Biroului Central de Statistică al Suediei:
| Nr | Zona urbană | Pop.  |
| -- | ----------- | ----- |
| 1  | Norberg     | 4.653 |

## Demografie
| \| Evoluția demografică în comuna Norberg, 1970–2015 \| Evoluția demografică în comuna Norberg, 1970–2015 \| Evoluția demografică în comuna Norberg, 1970–2015 \| Evoluția demografică în comuna Norberg, 1970–2015 \| Evoluția demografică în comuna Norberg, 1970–2015 \| \| ----------------------------------------------------------------------------------------------------- \| ------------------------------------------------- \| ------------------------------------------------- \| ------------------------------------------------- \| ------------------------------------------------- \| \| An \| \| \| Locuitori \| \| \| 1970 \| 1970 \| \| 6794 \| 6794 \| \| 1975 \| 1975 \| \| 6612 \| 6612 \| \| 1980 \| 1980 \| \| 6843 \| 6843 \| \| 1985 \| 1985 \| \| 6485 \| 6485 \| \| 1990 \| 1990 \| \| 6665 \| 6665 \| \| 1995 \| 1995 \| \| 6503 \| 6503 \| \| 2000 \| 2000 \| \| 5939 \| 5939 \| \| 2005 \| 2005 \| \| 5866 \| 5866 \| \| 2010 \| 2010 \| \| 5723 \| 5723 \| \| 2015 \| 2015 \| \| 5803 \| 5803 \| \| Sursa: SCB - Statistika Centralbyrån, Folkmängd efter region, civilstånd, ålder och kön. År 1968–2016 \| \| \| \| \| |      |  |           |      |
| Evoluția demografică în comuna Norberg, 1970–2015 |      |  |           |      |
| An |      |  | Locuitori |      |
| 1970 | 1970 |  | 6794      | 6794 |
| 1975 | 1975 |  | 6612      | 6612 |
| 1980 | 1980 |  | 6843      | 6843 |
| 1985 | 1985 |  | 6485      | 6485 |
| 1990 | 1990 |  | 6665      | 6665 |
| 1995 | 1995 |  | 6503      | 6503 |
| 2000 | 2000 |  | 5939      | 5939 |
| 2005 | 2005 |  | 5866      | 5866 |
| 2010 | 2010 |  | 5723      | 5723 |
| 2015 | 2015 |  | 5803      | 5803 |
| Sursa: SCB - Statistika Centralbyrån, Folkmängd efter region, civilstånd, ålder och kön. År 1968–2016 |      |  |           |      |